# 199 (число)
199 (Сто дев'яно́сто де́в'ять) — натуральне число між 198 та 200.
- 199 день в році — 18 липня (у високосний рік 17 липня).

## У математиці
- 46-те просте число
- Сума трьох  простих чисел поспіль {\displaystyle (61+67+71=199).}

## В інших областях
- 199 рік, 199 до н. е.
- 199 — Код ГИБДД-ДАІ  Москви.
- NGC 199 —  лінзоподібна галактика ( S0) в сузір'ї  Риби.
- У кодуванні Windows-1251 — код для символу «З»
- В Юнікоді 00C7  16  — код для символу «Ç» ( Latin Capital Letter  C With  Cedilla).
- Travis Pastrana «199 життів» —  перша людина, яка зробила «Подвайний бекфліп»